# Dacaar
DACAAR, Den danske komité for hjælp til afghanske flygtninge (engelsk: The Danish Committee for Aid to Afghan Refugees), er en privat, non-profit, upolitisk humanitær og udviklings organisation. DACAAR har arbejdet med at hjælpe Afghanere siden 1984. Organisationen beskæftiger i øjeblikket omkring 950 personer, hvoraf 98% er afghanere. Dens kerneaktiviteter er vandforsynings- og vandrensningsprojekter, samt projektudvikling i landdistrikterne. DACAAR arbejder på at fremme lokalbefolkningens deltagelse i deres projekter, samt inddragelse af både mænd og kvinder i beslutningsprocessen. DACAAR arbejder også på at fremme ligestilling og har etableret en enhed med fokus på dette område som en del af deres 'Women Impowerment' program. Derudover, som en del af deres udviklingsarbejde, har de også et program omkring forvaltning af naturressourcer, hvor de hjælper landmænd med undervisning i bl.a. best udnyttelse af jorden og valg af afgrøder som passer til deres landområde. I 2019 havde DACAAR WASH-projekter (Water, Sanitation and Hygeine) i alle Afghanistans 34 provinser, samt længervarende tidlig genopretning og udviklingsprojekter i 11 af provinserne. DACAAR arbejder primært med at hjælpe den udsatte befolkning internt i Afghanistan, både internt fordrevne folk, hjemvendte flygtninge, såvel som de sårbare i
værtsområderne.

## Baggrund
DACAAR (Den danske komité for hjælp Til afghanske Flygtninge) blev dannet i 1984 under den sovjetiske invasion i Afghanistan, til støtte for de mere end 5 millioner afghanske flygtninge i Pakistan og Iran, samt de 2 millioner internt fordrevne flygtninge. DACAAR blev dannet som en paraplyorganisation for Dansk Flygtningehjælp, Dansk Folkehjælp, Mellemfolkeligt Samvirke og Caritas Danmark. I 2017 blev DACAAR en uafhæning organisation, med bestyrelsesmedlemmer fra Dansk folkehjælp, Ulandssekretariatet og Den Danske Afghanistan Komité.
DACAAR begyndte sit arbejde med oprettelsen af et lille sycenter for kvindelige afghanske flygtningen i Peshawar, Pakistan. To år senere etablerede DACAAR sit første vandforsyningsprogram for afghanske flygtninge i Khyber Pakhtunkhwa-provinsen i Pakistan. I løbet af de næste tre år blev programmet udvidet til at omfatte vedligeholdelse af vandforsynings- og distributionssystemer i de fleste af lejrene i Khyber Pakhtunkhwa-provinsen.
I 1989 trak den sovjetiske hær sine tropper tilbage fra Afghanistan og DACAAR vendte tilbage til Afghanistan for at oprette programmer i landdistrikterne. Hovedkontoret lå stadig i Peshawar, men i løbet af de kommende år blev lokalkontorer efterhånden åbnet flere steder i Afghanistan. I 1994 overtog Taliban kontrollen i det meste af Afghanistan, og i 1996 var alle DACAAR's aktiviteter i Taliban-kontrollerede områder. DACAAR fortsatte arbejdet med at hjælpe afghanerne, hvor det fysisk og sikkerhedsmæssigt var muligt. I slutningen af 1990'erne stoppede DACAAR sit hjælpearbejde for at fokusere på udviklingsarbejde. I slutningen af 2001 blev Taliban-regimet væltet af de allierede styrker, og en ny regering blev dannet i Kabul. I november 2002 flyttede DACAAR sit hovedkontor fra Peshawar til Kabul, og i 2006 stoppede DACAAR sit arbejde i Pakistan for udelukkende at fokusere på arbejdet i Afghanistan. I dag har DACAAR regionale kontorer i Jalalabad, Kandahar, Herat, Maimana, Mazar-e-Sharif og Kabul.

## Aktiviteter
DACAAR udfører 5 slags hjælpearbejde, som skræddersyres målrettet til hver landsby og samfund:
1. Vandprojekter, forbedring af sanitet og hygiejne.
2. Landbrugsudvikling og naturopretning ved bl.a. tørkekatastrofer.
3. Udvikling af mindre virksomheder.
4. Forbedring af afghanske kvinders vilkår.
5. Sikring af civile statsydelser.

### Vandrensning og vandforsyning
DACAAR arbejder med projekter, der skal give landbrugssamfund adgang til rent vand. I 2018 havde DACAAR installeret over 50.000 brønde i hele Afghanistan, hvilket har resulteret i adgang til rent drikkevand til mere end 10 millioner afghanere. Vandet er testet i DACAAR's laboratorier i Kabul for at sikre en acceptabel hygiejnemæssig standard. Både mænd og kvinder fra lokalsamfundene er involveret i projekterne og har fået uddannelse til selv at være ansvarlige for vedligeholdelse af brøndene.

### Undervisning i hygiejneforhold
DACAAR underviser den afghanske befolkning i betydningen af god hygiejne for dermed at reducere risikoen for bakterier i vandet, der kan resultere i livstruende sygdomme. De fleste af de underviserne er gifte par, hvilket gør det muligt at få budskaberne ud til mænd, kvinder og børn. Hygiejneunderviserne fra DACAAR besøger afghanske familier og informerer dem om vigtigheden af god hygiejne samt viser dem, hvordan de i praksis kan løse problemer med hygiejne i hverdagen.

### Forvaltning af naturressource
DACAAR hjælper lokale landmænd med at forvalte deres naturressourcer, så de kan på længere sigt kan blive selvforsynende. Landmænd modtager teknisk undervisning i, hvordan de kan designe og administrere vandingssystemer effektivt. DACAAR hjælper også landmænd med at dyrke safron, i stedet for valmuer der bruges til udvinding og eksport af opium og heroin.
DACAAR yder også en indsats for at stoppe den sandflugt, som især det vestlige Afghanistan lider under.

### Udvikling af mindre virksomheder
DACAAR støtter udviklingen af mindre virksomheder for at øge chancerne for et levebrød og forbedret livskvalitet for unge som ældre. Disse inkludere sykurser f.eks., hvor studenterne efter endt eksamen kan åbne deres egne skrædderforretninger. DACAAR giver også tilskud til åbningen af deres forretninger. Andre eksempler kan være 6-7 måneders erhvervsuddannelser som tømrer eller mobilreparatør. En del af projekterne er undervisning i at læse og skrive, ikke mindst tal.
De prøver at sikre afsætning af de produkter, som kursisterne kommer til at producere. Derfor lægger markedsundersøgelser til grund for hvert kursus.
Efter vellykket og afsluttet eksamen registrerers de færdige kandidater i den officielle database for dygtige teknikere, håndværkere og landmænd. Og hver studerende bliver forsynet med et værktøjssæt og tilbydes et starttilskud til egen virksomhed. Desuden får de rådgivning og støtte af DACAAR’s lærere de første seks måneder af firmaets levetid.
90 % af kandidaterne med succes har benyttet sig af tilskuddet til opstart af små virksomheder i deres lokalområder. Der er over 600.000 modtagere årligt i erhvervsprogrammerne, og en tredjedel er kvinder.

### Kvinder og udvikling
Siden 2004 har DACAAR drevet Women's Resource Centre, som giver kvinder uddannelse og færdigheder i at drive mindre virksomheder. Det første center blev oprettet i Ghazni-provinsen, og siden da er 49 centre kommet til, med ca. 30.000 medlemmer. Kvinderne kan tage kurser, lære om forretningsplanlægning, foreningsliv og samfundsforvaltning. De får også undervisning i landbrugsforvaltning og vandforsyning. Gennem disse færdigheder får kvinderne mulighed for at bidrage økonomisk til husholdningerne. Dette er især vigtig for de mange enker, som er resultatet af mere end 40 års krig. Centrene har også kvindegrupper, hvor kvinder i landdistrikterne kan diskutere de udfordringer, som de møder i lokalsamfundene. DACAAR har uddannet kvinder i teknisk forståelse og hjulpet med at etablere bedre forhold for safrantørring. Alle centre har udpeget sin egen ledelse og kvindelige leder, der er ansvarlig for den daglige ledelse af centret. Centrene har som mål at blive selvstyrende i løbet af 2 år.

### Kapacitetsopbygning
I 2003 indførte den afghanske regering det afghanske nationale solidaritetsprogram (NSP), som fokuserer på behovene i landdistrikterne i Afghanistan. DACAAR faciliterer de demokratisk valgte Community Development Councils (CDCs) i landsbyerne og har uddannet de lokale i bogføring, samfundsforvaltning, referattagning og mødeledelse.

### Beredskabsindsats
Siden 2002 er mere end fem millioner afghanske flygtninge vendt tilbage til Afghanistan. Mange af dem lever i flygtningelejre, mens de venter at modtage jord fra regeringen. DACAAR er med til at give mennesker i disse lejre adgang til sikkert og rent vand. DACAAR hjælper også med nødhjælp som f.eks. mad til sultende familier og rent vand i forbindelse med oversvømmelser og andre naturkatastrofer.

## Geografisk dækning
DACAAR arbejder i alle Afghanistans 34 provinser. Herunder i følgende byer:

### Øst
Nangarhar, Laghman, Kunur og Noristan.
Centralt
Kabul, Kapisa, Parwan, Ghazni, Panjsher, Wardak, Bamyan, Khost, Logar, Paktia og Paktika.
Nord
Balkh, Kunduz, Takhar, Badakhshan, Baghlan, Samangan og Juzjan.
Nordvest
Faryab, Sar-e-Pol og Daikondi.
Vest
Heart, Farah, Nimroz, Badghis og Ghor.
Syd
Kandahar, Helmand, Urozgan og Zabul.

## Verdensmål
DACAAR arbejder på flere af FN's verdensmål for bæredygtig udvikling, på tværs af deres forskellige aktiviteter. Følgende mål bidrages til at opnås:
- Mål 1: Afskaffe alle former for fattigdom i verden.

- Mål 2: Stoppe sult, opnå fødevaresikkerhed og forbedret ernæring, samt fremme bæredygtigt landbrug.

- Mål 3: Sikre et sundt liv for alle og fremme trivsel for alle aldersgrupper.
- Mål 4: Sikre alle lige adgang til kvalitetsuddannelse og muligheder for livslang læring.
- Mål 5: Opnå ligestilling mellem kønnene og styrk alle kvinders og pigers rettigheder og muligheder.
- Mål 6: Sikre at alle har adgang til vand og sanitet og at dette forvaltes bæredygtigt.
- Mål 8: Fremme vedvarende, inklusiv og bæredygtig økonomisk vækst, fuld og produktiv beskæftigelse, samt anstændigt arbejde for alle.
- Mål 10: Reducer ulighed i og mellem lande.
- Mål 11: Gøre byer, lokalsamfund og bosættelser inkluderende, sikre, robuste og bæredygtige.
- Mål 16: Støtte fredelige og inkluderende samfund. Give alle adgang til retssikkerhed og opbygge effektive, ansvarlige og inddragende institutioner på alle niveauer.
- Mål 17: Styrke det globale partnerskab for handling og øg midlerne til at nå målene.

## Samarbejdspartnere
DACAAR har arbejdet tæt sammen med Agency Co-ordinating Body for Afghan Relief (ACBAR), Det afghanske landbrugsministerium, Irrigation & Livestock (MAIL) og Ministeriet for landdistrikternes Rehabilitering og Udvikling (MRRD) m.fl.
DACAAR modtager støtte fra en bred vifte af donorer, herunder Danish International Development Agency (DANIDA), Det Nationale solidaritetsprogram (NSP), ECHO (Europa-Kommissionen), og Det Norske udenrigsministerum blandt andre.

## Eksterne links
• Officiel hjemmeside